# أنطونيو بلانكو فريجيرو
أنطونيو بلانكو فريجيرو (بالإسبانية: Antonio Blanco Freijeiro؛ 6 سبتمبر 1923 – 6 يناير 1991) عالم آثار ومؤرخ إسباني.